# Агуреев, Геннадий Иванович
Геннадий Иванович Агуреев (род. 10 февраля 1942, Куйбышев) — советский футболист, вратарь. Мастер спорта.

## Биография
Отец Геннадия погиб во время Великой Отечественной войны в 1943 году. Агуреев жил в доме на углу Полевой и Самарской улиц.
Первым тренером, подтолкнувшим к серьёзным занятиям футболом, был школьный учитель физкультуры Анатолий Архангельский. Позднее начал заниматься в юношеской команде «Спартак» у Игоря Владимировича Серова. В 14 лет устроился работать на завод аэродромного оборудования и ходил в вечернюю школу № 125. В конце 1950-х перешёл на завод «Металлист» слесарем-лекальщиком, с 1957 года защищал ворота заводской команды «Заря». В 1958 году вошёл в состав городской сборной школьников, которая в следующем году выиграла чемпионат РСФСР. Пятерых сильнейших футболистов команды взяли в команду школьников РСФСР для участия в чемпионате СССР, в их число вошли Борис Кох и Геннадий Агуреев.

### Клубная карьера
В 1961 году получил приглашение играть в Уфе за клуб «Строитель». В 1964 году уфимская команда попала в финальный турнир за право выхода в Высшую лигу, а Геннадий был приглашен Иваном Ширяевым в «Крылья Советов». В 1965 году был претендентом на звание лучшего дебютанта года команд мастеров класса «А» по версии журнала «Смена», за выход в полуфинал Кубка СССР получил звание «Мастер спорта». В «Крыльях» играл в Высшей лиге до 1969 года, отстоял в воротах 87 матчей. В 1970 году ушёл из команды после её объединения с «Металлургом». Завершил профессиональную карьеру после двух сезонов во второй лиге, проведенных в уфимском «Строителе» и тольяттинском «Торпедо». Этому способствовала травма колена, полученная в 1971 году.
Окончил Ленинградский институт физкультуры им. Лесгафта. С 1971 года более 40 лет работал преподавателем физкультуры в школе № 87.

### Клубная статистика
| Выступление        | Выступление      | Выступление      | Лига | Лига | Кубок | Кубок | Прочие | Прочие | Итого | Итого |
| Клуб               | Лига             | Сезон            | Игры | Голы | Игры  | Голы  | Игры   | Голы   | Игры  | Голы  |
| ------------------ | ---------------- | ---------------- | ---- | ---- | ----- | ----- | ------ | ------ | ----- | ----- |
| Строитель (Уфа)    | класс «Б»        | 1961             | 13   |      | —     | —     | —      | —      | 13    | 0     |
| Строитель (Уфа)    | класс «Б»        | 1962             | 8    | -13  | 2     | 0     | —      | —      | 10    | -13   |
| Строитель (Уфа)    | класс «Б»        | 1963             | 23   |      | —     | —     | —      | —      | 23    | 0     |
| Строитель (Уфа)    | класс «Б»        | 1964             | 35   | -27  | —     | —     | —      | —      | 35    | -27   |
| Строитель (Уфа)    | класс «А», 2 гр. | 1970             | 17   | -16  | —     | —     | —      | —      | 17    | -16   |
| Строитель (Уфа)    | Итого            | Итого            | 96   | -56  | 2     | 0     | —      | —      | 98    | -56   |
| Крылья Советов     | класс «А»        | 1965             | 17   | -20  | 3     | -5    | —      | —      | 20    | -25   |
| Крылья Советов     | класс «А»        | 1966             | 28   | -26  | 1     | -2    | —      | —      | 29    | -28   |
| Крылья Советов     | класс «А»        | 1967             | 10   | -4   | 1     | -1    | —      | —      | 11    | -5    |
| Крылья Советов     | класс «А»        | 1968             | 26   | -32  | —     | —     | —      | —      | 26    | -32   |
| Крылья Советов     | класс «А»        | 1969             | 6    | -9   | —     | —     | —      | —      | 6     | -9    |
| Крылья Советов     | Итого            | Итого            | 87   | -91  | 5     | -8    | —      | —      | 92    | -99   |
| Торпедо (Тольятти) | 2 лига           | 1971             | 8    | -7   | —     | —     | —      | —      | 8     | -7    |
| Торпедо (Тольятти) | Итого            | Итого            | 8    | -7   | —     | —     | —      | —      | 8     | -7    |
| Всего за карьеру   | Всего за карьеру | Всего за карьеру | 191  | -154 | 7     | -8    | —      | —      | 198   | -162  |

## Достижения
- Полуфиналист Кубка СССР: 1965